# Mesopodagrion tibetanum
Mesopodagrion tibetanum är en trollsländeart som beskrevs av Mclachlan 1896. Mesopodagrion tibetanum ingår i släktet Mesopodagrion och familjen Megapodagrionidae. IUCN kategoriserar arten globalt som livskraftig. Inga underarter finns listade i Catalogue of Life.